# Digitale Gesellschaft (Deutschland)
Digitale Gesellschaft e. V., kurz auch „digiges“, ist ein eingetragener Verein mit Sitz in Berlin, der sich für Bürgerrechte und Verbraucherschutz im Bereich der Netzpolitik engagiert. Der Verein wurde im Jahr 2010 gegründet.

## Ziel
Der 2010 gegründete Verein engagiert sich vor allem im Bereich der Grund- und Freiheitsrechte und setzt sich für „eine offene Wissenskultur sowie weitreichende Transparenz und Beteiligungsmöglichkeiten an politischen Entscheidungsprozessen ein.“ Ziel ist es, laut Satzung, „[eine] gerechte und demokratische Teilhabe aller Menschen am digitalen und vernetzten Zeitalter [zu erreichen]“ und „[...] Rechte und Interessen der Verbraucherinnen und Verbraucher sowie der Bürgerinnen und Bürger [zu vertreten].“
Daraus leitet der Verein für sich zwei zu lösende Grundprobleme ab: Einerseits möchte er eine Kampagneninfrastruktur aufbauen, um basierend auf der Erfahrung von sozialen Bewegungen diese „digital weiterzudenken“ und damit gegen oder für bestimmte Gesetze, Verträge oder Beschlüsse zu werben. Auf der anderen Seite möchte der Verein eine „wirksame Interessenvertretung für digitale Bürger- und Verbraucherrechte“ sein, um beispielsweise Stellungnahmen zu verfassen oder bei Anhörungen präsent zu sein.

## Aktivitäten

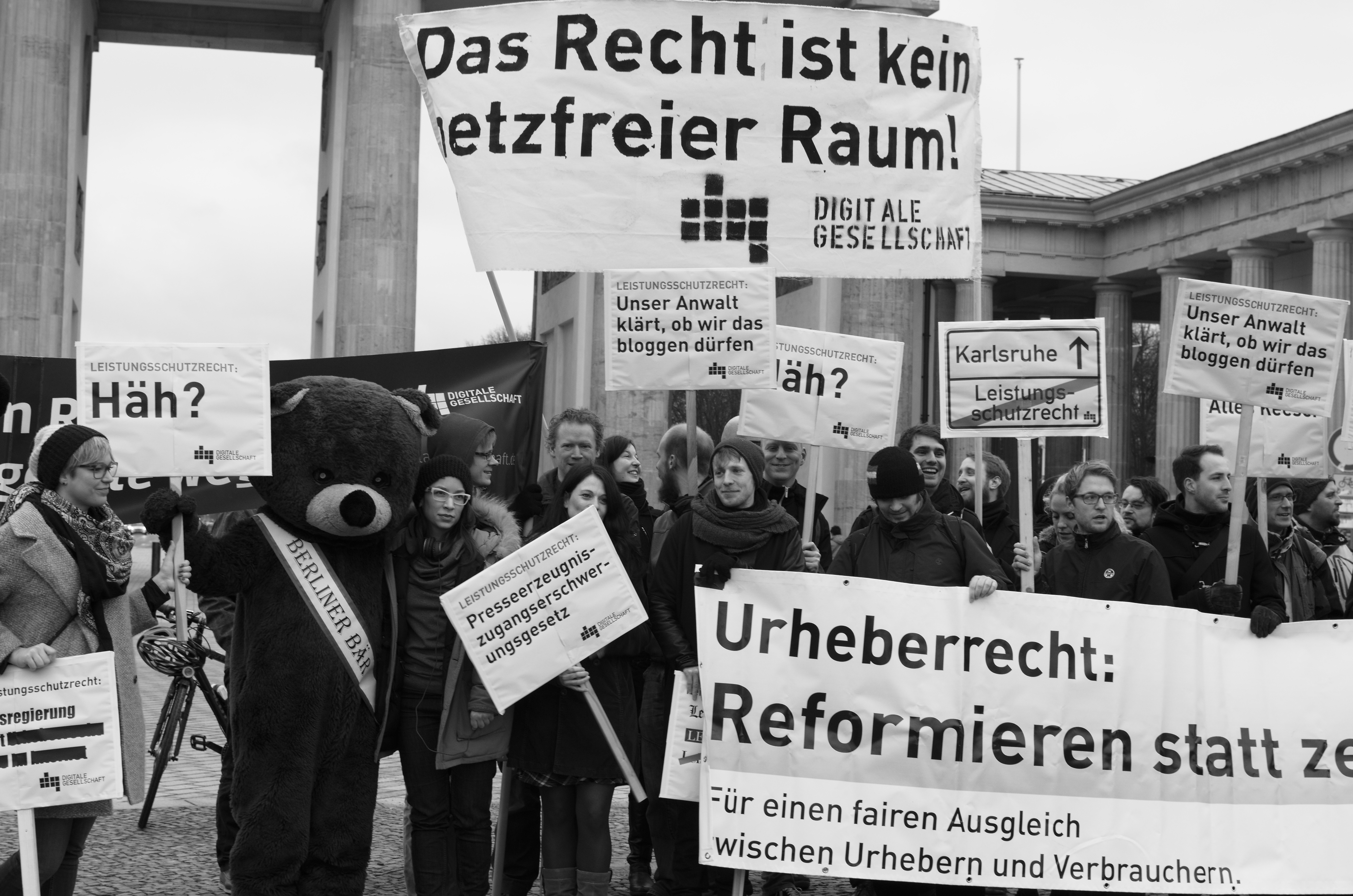
„Abmahnwache Leistungsschutzrecht“ vor dem Brandenburger Tor in Berlin (März 2013)

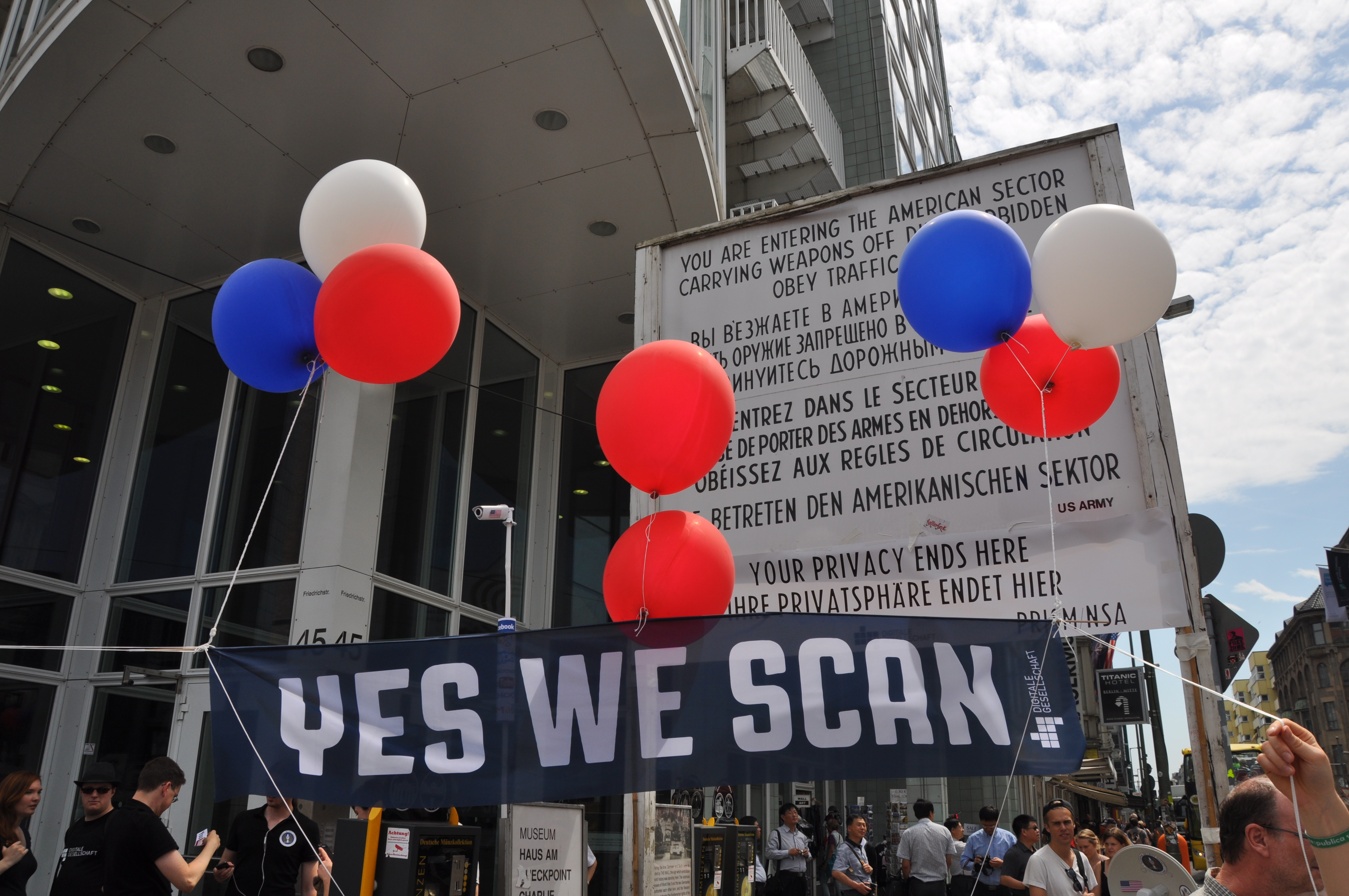
Demonstration mit dem Titel „Yes We Scan“ gegen das Überwachungsprogramm PRISM am Berliner Checkpoint Charlie (Juni 2013)

Bürgerrechte und Verbraucherschutz sind die thematischen Grundbereiche des Digitale Gesellschaft e.V. Zu den Themen des Vereins gehören unter anderem Massenüberwachung, Netzneutralität, Urheberrecht, Datenschutz, Transparenz und Open Data.
So betreibt der Verein klassische, öffentliche Kampagnenarbeit, um seine politischen Ziele zu erreichen. Gemeinsam mit anderen Organisationen der Zivilgesellschaft opponierte er gegen den Handelsvertrag TTIP, gegen die von der Großen Koalition im Jahr 2015 beschlossene Vorratsdatenspeicherung und die Speicherung von Fluggastdaten. Zudem warb der Verein für eine Abschaffung der Störerhaftung bei offenen WLAN-Netzen und für eine nutzerfreundliche Reform des Urheberrechts. Für bestimmte Kampagnen werden auch eigene Kampagnenwebseiten erstellt und beworben.
Der Verein organisiert im Rahmen seiner thematischen Lobbyarbeit Demonstrationen, veranstaltet den monatlich stattfindenden „Netzpolitischen Abend“ (in der Berliner C-Base) zu netzpolitischen Themen im Allgemeinen und bespielt eine wöchentliche Radiosendung mit dem Titel „In digitaler Gesellschaft“ auf dem Berliner Radiosender FLUX FM.

## Rezeption
Der Verein wird stark über seine bürgerrechtliche Arbeit wahrgenommen und identifiziert und wird bei Beschlüssen politischer Entscheidungsträger in Deutschland und in der Europäischen Union in den Medien zitiert. Der Verein wird auch stark über eines seiner bekanntesten Mitglieder, Markus Beckedahl, wahrgenommen. Dieser schreibt regelmäßig in dem von ihm gegründeten netzpolitischen Blog Netzpolitik.org über die Arbeit des Vereins.
Aufgrund der Tatsache, dass einige Mitglieder des Vereins ebenfalls eine Mitgliedschaft bei Bündnis 90/Die Grünen haben oder hatten, wurde die Digitale Gesellschaft e. V. als „netzpolitischer Verein der Grünen“ – analog zu D64 (SPD) und cnetz (CDU/CSU) – bezeichnet. Der Verein selbst bezeichnet sich als parteiunabhängig.

## Mitglieder
Der eingetragene Verein hat seinen Sitz in Berlin, ist als gemeinnützig anerkannt und verfügt laut eigenen Angaben über rund 40 Mitglieder, wobei inzwischen um Fördermitglieder geworben wird. Ein dreiköpfiger, ehrenamtlicher Vorstand bestehend aus Lars Bretthauer, Konstantin Macher und Louisa Zech leitet den Verein. In der Geschäftsstelle arbeiten nach eigenen Angaben zwei hauptamtliche Mitarbeiter – ein Hauptgeschäftsführer und ein politischer Geschäftsführer – sowie Praktikanten und Hilfskräfte.
Gründungsmitglieder von Digitale Gesellschaft e.V. sind vor allem in der netzpolitischen Szene Berlins bekannte Menschen, unter anderem Markus Beckedahl, Andreas Gebhard, Falk Steiner, Matthias Mehldau, Andre Meister, Markus Reuter, Benjamin von der Ahe, Linus Neumann, Leonhard Dobusch und Rüdiger Weis.